# Friele Rafit
Friele Rafit (* Erste Hälfte 13. Jahrhundert, † nach 1250) ist das erste, historisch gesicherte, Mitglied des Mainzer Patriziergeschlechts der Gensfleisch in Mainz. Er wird als Zeuge eines Vergleichs zwischen den Klöstern Eberbach und Ilbenstadt genannt, der am 3. November 1250 abgeschlossen und beurkundet wurde Friele Rafit war verheiratet, wobei der Name seiner Ehefrau nicht bekannt ist. Beide hatten mindestens einen Sohn, Friele zum Eselweck. Die Zugehörigkeit zu den Gensfleisch ergibt sich aus der Verwendung des Familienwappens im Wappenbildsiegel.
Der Anname „Rafit“ wurde früher als möglicherweise arabisches Lehnwort angesehen und steht für „das Rennpferd“ wobei die Herkunft als Beiname ungeklärt ist. Ludwig Falck sieht einen möglichen Zusammenhang zu einem früheren Spitznamen mit Kreuzfahrer- oder Pilgerbezug. Hermann Knodt sieht eher eine Rückführung auf das lateinische Wort „rapere“ und – in Bezug auf den im Wappen dargestellten Bettler mit Napf – die Bedeutung mit „raffen“, „verzehren“. Der Hausname würde dabei zu diesem bildlichen Wappen passen. Heidrun Ochs, die ausführlich zum Familienverband Gensfleisch forscht, sieht diesen Namenszusatz, wie auch alle anderen Namenserweiterungen der Gensfleisch, auf einen Hof, also ein Gebäude, zurückgehend, den Mitglieder der Familie bewohnten. Rafit, bezog sich ihrer Auslegung nach auf einen bis in die Mitte des 16. Jahrhunderts belegten Hof mit gleichen Namen. Vor allem im 14. Jahrhundert finden sich Personen, die sich nach diesem Hof benannt haben. Ein Friele Rafit zugeschriebenes Siegel wurde offenbar noch mehrere Generationen lang von direkten Nachfahren verwendet. Auch der Anname „Rafit“ wurde von mehreren nachfolgenden männlichen Mitgliedern verwendet. Sein Enkel, Friele Rafit, nannte sich ab 1330 nach dem neu erworbenen und bewohnten Familienhof Friele zum Gensfleisch.
Das wahrscheinlich bereits von Friele Rafit selbst ererbte Wappenbildsiegel wies der Überlieferung nach im Siegelfeld den Pilger mit Stab, Schale, Beutel und Gugelmütze sowie Kreuze als Beizeichen auf. Die Siegelumschrift lautet: († S. FRI)LO DICT(...) RAFIT CIWES DE MAGUCIA.